# Identità digitale
L'identità digitale è l'insieme delle risorse digitali associate in maniera univoca ad una persona fisica che la identifica, rappresentandone la volontà, durante le sue attività digitali. L'identità digitale, di norma, viene presentata per accedere a servizi digitali o per la sottoscrizione di documenti digitali. 
In Italia, viene definita ì nell'articolo 1 del codice dell'amministrazione digitale: "La rappresentazione informatica della corrispondenza tra un utente e i suoi attributi identificativi, verificata attraverso l'insieme dei dati raccolti e registrati in forma digitale secondo modalità fissate [...]".

## Caratteristiche
La rappresentazione dell'identità digitale deve essere tanto più completa quanto è complessa la transazione in cui è coinvolta. Infatti il grado di affidabilità e le quantità di informazioni richiesti possono variare in modo molto significativo a seconda del tipo di transazione. Contemporaneamente devono essere tutelati gli aspetti informativi sulla privacy che non competono al tipo di transazione in ATTO. 
Un'identità digitale è articolata in due parti: 
- chi uno è, uno sarà (identità)
- le credenziali che ognuno possiede (gli attributi di tale identità).

Le credenziali possono essere numericamente e qualitativamente molto variegate e hanno differenti utilizzi. L'identità digitale completa è abbastanza complessa e ha implicazioni sia legali che tecniche. Comunque, l'identità digitale più semplice consiste in un ID (o nome utente) e una parola di identificazione segreta (o password). In questo caso lo username è l'identità, mentre la password è chiamata credenziale di autenticazione. Ma l'identità digitale può essere complessa come una vera e propria identità umana.

### Autenticazione
Nelle transazioni quando viene provato che l'identità digitale presentata sia effettivamente quella di chi o di cosa dice di essere, si parla di processo di autenticazione. 
L'autenticazione ad un solo fattore (quella con username e password vista prima) non è molto sicura perché la password potrebbe essere indovinata da qualcuno che non è il vero utente. Quella multi-fattore può essere più sicura, ad esempio quella con una chiave fisica di sicurezza, o tessera magnetica, smart card ("qualcosa che possiedi") e una password, ("qualcosa che sai"). Se si aggiungono informazioni biometriche (iride, impronta digitale, impronta vocale, riconoscimento del volto, ecc.) abbiamo anche fattori di autenticazione che rispondono a "qualcosa che sei". Queste informazioni sono di norma protette da un sistema di autenticazione.
La Carta d'identità elettronica italiana e la Carta nazionale dei servizi sono strumenti di autenticazione previsti dal Codice dell'Amministrazione Digitale per l'accesso ai servizi web erogati dalle Pubbliche Amministrazioni.
L'art. 64, c.2 del Codice dell'Amministrazione Digitale è stato esteso in tal senso: esso infatti prevede che "le pubbliche amministrazioni possono consentire l'accesso ai servizi in rete da esse erogati che richiedono l'identificazione informatica anche con strumenti diversi dalla carta d'identità elettronica e dalla carta nazionale dei servizi, purché tali strumenti consentano l'individuazione del soggetto che richiede il servizio".
Dal 15 marzo 2016 è attivo SPID, ovvero il Sistema Pubblico dell'Identità Digitale, al fine di rendere accessibili tutti i servizi online della Pubblica Amministrazione con un unico sistema di credenziali. Ricorda che lo SPID si deve attivare quando richiesto. Questo sistema è aperto anche a soggetti privati.

### Autorizzazione/controllo di accesso
È il livello successivo dopo che le identità digitali sono state autenticate.
Spesso la concessione dell'autorizzazione coinvolge l'utilizzo dell'intera identità digitale in una transazione, come ad esempio il login di un utente ad un sito. In altri casi il controllo di accesso può abilitare o restringere l'accesso ad informazioni private o consentire l'accesso a servizi o prodotti a pagamento.

### Riservatezza (o "confidenzialità")
È la capacità del sistema di impedire che una terza parte intercetti e sfrutti dati che si stanno ricevendo o trasmettendo (n° carta di credito, conto corrente, ecc). Questo livello di sicurezza è raggiungibile con la crittografia, ma è l'identità digitale che ha in sé le credenziali necessarie per fare ciò.

### Integrità dei dati
Per essere sicuri che nessuno intercetti i dati che si stanno scambiando, può essere importante sapere che nessuno li ha alterati durante la trasmissione. Cioè essere sicuri che il documento che si riceve è lo stesso del documento inoltrato dall'altra identità digitale e non è stato alterato o danneggiato. Questo è realizzato con la firma digitale e speciali tecniche di crittografia a chiave pubblica e privata. La tecnologia che permette l'utilizzo di tale crittografia e del certificato digitale, emessi da una autorità di certificazione riconosciuta secondo standard internazionali, è conosciuta come public key infrastructure (PKI).

### Prova della fonte
Se le identità digitali possiedono le credenziali della firma digitale, è possibile effettuare specifiche transazioni in cui i dati inviati con la firma digitale sono codificati in un modo che dimostra che i dati sono effettivamente stati inviati.
La prova della fonte è strettamente correlata all'integrità dei dati sopra illustrata e anch'essa utilizza le tecniche di crittografia di PKI, ma per uno scopo differente. Dimostra che una specifica identità digitale ha firmato e trasmesso specifici dati.

### Non ripudio
Sempre grazie alla PKI (public key infrastructure) è possibile fornire la prova incontestabile di un'avvenuta spedizione o di un'avvenuta ricezione di dati in rete. Assume due modalità: 
- non ripudio della sorgente: prova chi è il mittente dei dati in una transazione
- non ripudio della destinazione: prova che i dati sono arrivati a uno specifico destinatario

Generalmente il servizio di non ripudio è richiesto in quelle transazioni in cui bisogna avere garanzie di avvenuta spedizione/ricezione di flussi telematici.

### Reputazione
La reputazione digitale (Web reputation) è l'immagine che si ricava dall'analisi delle opinioni che gli utenti della rete si scambiano on line e dalle informazioni pubbliche presenti sui canali di comunicazione messi a disposizione del Web 2.0. 
Poiché le informazioni presenti on line e accessibili a chiunque costituiscono spesso la prima forma di contatto e la prima fonte informativa, esse hanno una rilevanza significativa nel determinare l'opinione che gli utenti si formano del soggetto/azienda/ente ecc.

## 'Multidentità' e questioni etiche
In passato l'identità sul web era un concetto separato dall'identità nella vita reale, e l'anonimato era alla base di gran parte delle piattaforme sociali. Questa mentalità veniva inoltre incoraggiata da slogan come 
"On the Internet, nobody knows you're a dog" ("Su Internet, nessuno sa che sei un cane"). La libertà che ne scaturiva fece sì che spesso un individuo sviluppasse diverse identità, solitamente non correlate tra di loro. Secondo alcuni, questo tipo di esperienze può portare a una maggiore consapevolezza di sé, permettendo di trasformarsi in un personaggio fittizio, oppure di esplorare diverse sfaccettature della propria personalità senza paura di essere giudicati o di eventuali ripercussioni nella vita quotidiana. Secondo altri queste esperienze distorcono la realtà offrendo un'errata percezione dei confini del Sé e potrebbero portare allo sviluppo di disturbi psichici.
Negli ultimi tempi però sta rapidamente prendendo il sopravvento sull'anonimato il concetto di "autenticità". Ciò è dovuto all'avvento di piattaforme come Facebook e Google che adottano una politica di trasparenza e controllo. In questo nuovo modello l'identità virtuale è strettamente legata all'identità reale, a tal punto che i profili considerati falsi vengono rimossi, e viene incoraggiata l'interconnessione tra le diverse interazioni web, creando un unico profilo esteso che descriva la persona a 360°. Vi è un dibattito molto acceso tra chi ritiene che queste misure forzate siano necessarie per garantire una migliore sicurezza sul web e un buon mezzo di difesa contro i predatori online, e chi invece le vede come una violazione della propria privacy e libertà.